# Take All My Loves: 9 Shakespeare Sonnets
Take All My Loves: 9 Shakespeare Sonnets è un album in studio del cantante canadese Rufus Wainwright, pubblicato nel 2016.

## Il disco
Il disco è costituito da 16 brani, ciascuno dei quali rappresenta un adattamento dai Sonetti di William Shakespeare.
L'album vede la collaborazione di numerosi artisti ed è stato pubblicato nell'aprile 2016, in occasione dei 400 anni dalla morte di Shakespeare.

## Tracce
1. Sonnet 43 (featuring Siân Phillips) – 1:14
2. When Most I Wink (Sonnet 43) (featuring Anna Prohaska) – 4:56
3. Take All My Loves (Sonnet 40) (featuring Marius de Vries) – 6:26
4. Sonnet 20 (featuring Frally Hynes) – 0:52
5. A Woman's Face (Sonnet 20) (featuring Anna Prohaska) – 3:49
6. For Shame (Sonnet 10) (featuring Anna Prohaska) – 3:12
7. Sonnet 10 (featuring Peter Eyre) – 0:58
8. Unperfect Actor (Sonnet 23) (featuring Helena Bonham Carter, Martha Wainwright & Fiora Cutler) – 5:43
9. Sonnet 29 (featuring Carrie Fisher) – 1:02
10. When in Disgrace with Fortune and Men's Eyes (Sonnet 29) (featuring Florence Welch & Ben de Vries) – 3:07
11. Sonnet 129 (featuring William Shatner) – 1:04
12. Th'Expense of Spirit in a Waste of Shame (Sonnet 129) (featuring Anna Prohaska) – 2:48
13. All dessen müd (Sonnet 66) (featuring Christopher Nell & Jürgen Holtz) – 8:23
14. A Woman's Face – Reprise (Sonnet 20) – 3:10
15. Sonnet 87 (featuring Inge Keller) – 1:17
16. Farewell (Sonnet 87) (featuring Anna Prohaska) – 6:30